# Lo specchio magico (singolo)
Lo specchio magico  è un singolo discografico dei Cavalieri del Re, pubblicato nel 1984.

## Descrizione
Scritto e composto da Riccardo Zara, come sigla dell'anime omonimo, il brano è un valzer dall'andatura dolce e sognante. I cori sono ricchi dei controcanti tipici del gruppo, con sovraincisioni e muri sonori. Sul lato B è incisa la versione strumentale.
La prima tiratura del 45 giri venne stampata con il brano Ugo il re del judo come Lato A, rendendo questa versione una delle più ricercate dai collezionisti.

## Tracce

### Lato A
Testi e musiche di Riccardo Zara.
1. Lo specchio magico – 3:32

### Lato B
Musiche di Riccardo Zara.
1. Lo specchio magico (strumentale) – 3:32

## Formazione[1]
- Clara Serina – voce, cori
- Riccardo Zara – tastiere, chitarre, basso, cori
- Walter Scebran – batteria
- Mario Macchio – primo violino
- Franco Casetta – secondo violino
- Gilberto Manenti – violoncello
- Ivo Pieri – viola
- Guiomar Serina – cori